# Освітні заклади Умані

Стаття Освітні заклади Умані призначена для ознайомлення, в тому числі візуального зі школами, дитячими садочками (дошкільними навчальними закладами) та іншими освітніми закладами міста Умань Черкаської області.
| Номер та назва школи                 | Рік заснування | Розташування                      | Фото | Короткі відомості та інтернет посилання                       |
| Загальноосвітня школа № 1            |                | По вулиці Садовій, 22             |      | Офіційний сайт Школа імені О. С. Пушкіна                      |
| Уманська міська гімназія             |                | По вулиці Андрія Кизила, 5        |      | Офіційний сайт Колишня назва — загальноосвітня школа № 2      |
| Загальноосвітня школа № 3            |                | По вулиці Герцена, 26             |      | Офіційний сайт                                                |
| Загальноосвітня школа № 4            |                | По вулиці Малофонтанна, 25        |      | Офіційний сайт                                                |
| Загальноосвітня школа № 5            |                | По вулиці Київська, 19            |      | Офіційний сайт Школа імені В. І. Чуйкова                      |
| Загальноосвітня школа № 6            |                | По вулиці Михайлівській, 30       |      | Офіційний сайт                                                |
| Загальноосвітня школа № 7 — колегіум |                | По вулиці Анатолія Слонського, 12 |      | Офіційний сайт Колишня назва — загальноосвітня школа № 7      |
| Загальноосвітня школа № 8            |                | По вулиці Надії Суровцової, 3     |      |                                                               |
| Загальноосвітня школа № 9            |                | По вулиці Інтернаціональна, 77    |      | Офіційний вебсайт                                             |
| Загальноосвітня школа № 10           |                | По вулиці Шкільна, 40             |      | Офіційний сайт                                                |
| Загальноосвітня школа № 11           |                | По вулиці Ломоносова, 5           |      | Офіційний сайт                                                |
| Загальноосвітня школа № 12           |                | По вулиці Миколи Хвильового, 17   |      | Офіційний сайт Школа з поглибленим вивченням англійської мови |
| Загальноосвітня школа № 14           |                | По вулиці Незалежності, 69/20     |      | Офіційний сайт                                                |
| Загальноосвітня школа-інтернат       |                | По вулиці Маяковського, 73/7      |      | Офіційний сайт                                                |
| Український аграрний ліцей           |                | По вулиці Івана Гонти, 3          |      | Офіційний сайт                                                |

| Номер та назва закладу                                                                                                   | Розташування                   | Координати                                                            | Фото | Короткі відомості |
| Навчально-виховний комплекс № 1 «Дошкільний навчальний заклад — загальноосвітній навчальний заклад І ступені»            | По вул. Тютюнника, 9а          | 48°44′36″ пн. ш. 30°12′52″ сх. д. / 48.74333° пн. ш. 30.21444° сх. д. |      |                   |
| Дошкільний навчальний заклад № 2 «Зірочка»                                                                               | По вул. Європейській, 53а      | 48°45′38″ пн. ш. 30°12′48″ сх. д. / 48.76056° пн. ш. 30.21333° сх. д. |      |                   |
| Дошкільний навчальний заклад № 3                                                                                         | По вул. Інститутська, 13       | 48°46′05″ пн. ш. 30°13′54″ сх. д. / 48.76806° пн. ш. 30.23167° сх. д. |      |                   |
| Дошкільний навчальний заклад № 4 «Ромашка»                                                                               | По пров. Короленка, 24         | 48°44′11″ пн. ш. 30°10′53″ сх. д. / 48.73639° пн. ш. 30.18139° сх. д. |      |                   |
| Дошкільний навчальний заклад № 5                                                                                         | По вул. Малофонтанна, 15       | 48°45′20″ пн. ш. 30°13′38″ сх. д. / 48.75556° пн. ш. 30.22722° сх. д. |      |                   |
| Дошкільний навчальний заклад № 7                                                                                         | По вул. Успенській, 20         | 48°44′45″ пн. ш. 30°12′51″ сх. д. / 48.74583° пн. ш. 30.21417° сх. д. |      |                   |
| Дошкільний навчальний заклад № 8                                                                                         | По вул. Грушевського, 29       | 48°44′59″ пн. ш. 30°12′41″ сх. д. / 48.74972° пн. ш. 30.21139° сх. д. |      |                   |
| Дошкільний навчальний заклад № 9                                                                                         | По вул. Гоголя, 3              | 48°45′14″ пн. ш. 30°13′43″ сх. д. / 48.75389° пн. ш. 30.22861° сх. д. |      |                   |
| Дошкільний навчальний заклад № 12                                                                                        | По вул. Ломоносова, 8          | 48°45′25″ пн. ш. 30°12′49″ сх. д. / 48.75694° пн. ш. 30.21361° сх. д. |      |                   |
| Дошкільний навчальний заклад № 14                                                                                        | По вул. Лисенка, 27            | 48°44′29″ пн. ш. 30°14′25″ сх. д. / 48.74139° пн. ш. 30.24028° сх. д. |      |                   |
| Дошкільний навчальний заклад № 15                                                                                        | По вул. Європейській, 5а       | 48°45′04″ пн. ш. 30°13′06″ сх. д. / 48.75111° пн. ш. 30.21833° сх. д. |      |                   |
| Дошкільний навчальний заклад № 18 «Дзвіночок»                                                                            | По вул. Великій Фонтанній, 15а | 48°45′16″ пн. ш. 30°12′53″ сх. д. / 48.75444° пн. ш. 30.21472° сх. д. |      |                   |
| Дошкільний навчальний заклад № 21                                                                                        | По вул. Інтернаціональна, 133  | 48°46′44″ пн. ш. 30°15′22″ сх. д. / 48.77889° пн. ш. 30.25611° сх. д. |      |                   |
| Дошкільний навчальний заклад № 23                                                                                        | По вул. Новоуманській, 20      | 48°45′14″ пн. ш. 30°14′41″ сх. д. / 48.75389° пн. ш. 30.24472° сх. д. |      |                   |
| Навчально-виховний комплекс № 24 «Дошкільний навчальний заклад — загальноосвітній навчальний заклад І ступені» «Веселка» | По вул. Івана Мазепи, 3а       | 48°43′58″ пн. ш. 30°12′53″ сх. д. / 48.73278° пн. ш. 30.21472° сх. д. |      |                   |
| Дошкільний навчальний заклад № 25 «Ягідка»                                                                               | По вул. Пролетарська, 2а       | 48°45′32″ пн. ш. 30°12′29″ сх. д. / 48.75889° пн. ш. 30.20806° сх. д. |      |                   |
| Дошкільний навчальний заклад № 28 «Золотий ключик»                                                                       | По вул. Пушкіна, 8а            | 48°45′01″ пн. ш. 30°13′48″ сх. д. / 48.75028° пн. ш. 30.23000° сх. д. |      |                   |
| Дошкільний навчальний заклад № 30                                                                                        | По вул. І. Гонти, 14           | 48°44′08″ пн. ш. 30°12′57″ сх. д. / 48.73556° пн. ш. 30.21583° сх. д. |      |                   |
| Дошкільний навчальний заклад № 31 «Чебурашка»                                                                            | По вул. І. Гонти, 44           | 48°44′08″ пн. ш. 30°12′18″ сх. д. / 48.73556° пн. ш. 30.20500° сх. д. |      |                   |
| Дошкільний навчальний заклад № 33                                                                                        | По пров. Леваневського, 3а     | 48°43′45″ пн. ш. 30°12′01″ сх. д. / 48.72917° пн. ш. 30.20028° сх. д. |      |                   |
| Дошкільний навчальний заклад № 34                                                                                        | По вул. Європейській, 53а      | 48°45′35″ пн. ш. 30°12′49″ сх. д. / 48.75972° пн. ш. 30.21361° сх. д. |      |                   |
| Міжшкільний навчально — виробничий комбінат                                                                              | По вул. Небесної сотні, 27     | 48°44′55″ пн. ш. 30°13′29″ сх. д. / 48.74861° пн. ш. 30.22472° сх. д. |      |                   |
| Будинок вчителя | По вул. Шевченка, 17           | 48°45′16″ пн. ш. 30°13′23″ сх. д. / 48.75444° пн. ш. 30.22306° сх. д. |      |                   |
| Уманський міський центр еколого-натуралістичної творчості учнівської молоді                                              | По вул. Малій Садовій, 10      | 48°45′15″ пн. ш. 30°13′51″ сх. д. / 48.75417° пн. ш. 30.23083° сх. д. |      |                   |
| Станція юних туристів | По вул. Тютюнника, 16          | 48°44′37″ пн. ш. 30°12′44″ сх. д. / 48.74361° пн. ш. 30.21222° сх. д. |      |                   |
| Міський Будинок дитячої та юнацької творчості                                                                            | По вул. Небесної сотні, 12     | 48°44′52″ пн. ш. 30°13′28″ сх. д. / 48.74778° пн. ш. 30.22444° сх. д. |      |                   |
| Станція юних техніків | По вул. Садова, 3              | 48°44′58″ пн. ш. 30°13′24″ сх. д. / 48.74944° пн. ш. 30.22333° сх. д. |      |                   |
| Уманська дитячо-юнацька спортивна школа № 1                                                                              | По вул. Коломенська, 16        | 48°44′46″ пн. ш. 30°13′01″ сх. д. / 48.74611° пн. ш. 30.21694° сх. д. |      |                   |